# Милисекунда
Милисекунда (от мили- и секунда; означение ms) е една хилядна (0,001) част от секундата.

## Примери
- 1 милисекунда (1 ms) – време, за което звукът изминава около 34 cm
- 1,000 692 286 милисекунди – време, необходимо на светлината да измине 300 km във вакуум
- 140 милисекунди – средно време на съкращение на човешкото сърце (продължителност на систолата)
- 860 милисекунди – средно време на отпускане на човешкото сърце (продължителност на диастолата) между две последователни съкращения (систоли)
- 86 400 000 (24×60×60×1000) милисекунди – един ден